# علي المنصوري
علي المنصوري شاعر شعبي عراقي من البصرة.

## الولادة والدراسة
علي عبد الكريم بشارة المنصوري هو شاعر شعبي عراقي من جنوب العراق من محافظة البصرة، ولد في البصرة يوم 4 أيلول 1985 حاصل على شهادتين الأولى بكالوريوس من كلية العلوم جامعة البصرة والثانية بكالوريوس هندسة سوائل الحفر من جامعة تكساس موظف في شركة نفط البصرة بدأ بكتابة الشعر سنة 2009 وكانت بداياته في اتحاد الشعراء الشعبيين حيث اشترك في الكثير من المهرجانات الشعرية، ثم اشترك في عدة مسابقات اشهرها شاعر العراق الذي نال فيهِ المركز الأول على محافظة البصرة والتي عرضت على شاشة قناة البغدادية حيث كانت اسم القصيدة جرح الفراق.

## أهم انجازاته
ألقى الشاعر علي المنصوري قصيدة ضد الطائفية في سنة 2017 حيث طرحت القصيدة في مهرجان كركوك ولقد نالت استحسان الوسط الفني والمجتمع الشعري حيث من خلال هذه القصيدة(أنا النخلة)، وفي عام 2019 فاز الشاعر علي المنصوري بجائزة أفضل شاعر شعبي في العراق من  مجلة موازين حيث تعد القصيدة صاحبة الشهرة لعلي المنصوري قصيدة العنود.
ادخل علي المنصوري الدراما في القصيدة الشعرية (فيديو كليب) كما في قصيدة الأب ولهُ الكثير من الكليبات تحت عنوان رسائل اجتماعيه تطرق من خلالها إلى كيفية احترام المرور التي من خلالها كرم من وزارة الداخلية وقصيدة عامل النظافة، حيث كرم من خلالها من بلدية البصرة كما لهُ الكثير من القصائد السياسية عن ازمة المياه التي اجتاحت محافظة البصرة سنة 2018 وعمل في مجال الاعلام حيث كان بداية برامجة الشعرية في قناة الفلوجة تحت عنوان ليل ونجم، ومن بعدها برنامج العنود في قناة ديوان الفضائية ومن بعده برنامج ما مطروق في قناة آسيا.
ومن أهم الأحداث التي واجهت الشاعر علي المنصوري في المهرجانات الشعرية انه رفض القراءة في مهرجان كان فيه دعاية انتخابية لأحد السياسين.
ومن أهم البرامج الشعرية التي حصلت على ترند في موقع اليوتيوب التي استضاف فيها الاعلامي احمد البشير الشاعر علي المنصوري على قناة DW البشير شو اكس ويعد أيضا من البرامج المهمة في مسيرة الشاعر علي المنصوري برنامج كلمتين ونص حيث يعد من أهم البرامج الحوارية من تقديم حنين غانم.
كان آخر لقائاتهِ الشعرية في دولة الكويت في برنامج (ع السيف) من تقديم الاعلامية رهام حسن وبرنامج ديوانية شعراء النبط.

## الميزات الفنية للشاعر
كتب علي المنصوري الشعر بنوعيهِ الشعبي والفصحى، وهو يكتب القصيدة باللغة الدارجة لأيمانه بأن القصيدة بلهجة بيئتهِ تصل إلى كل أطياف الشعب كما كتب القصيدة النبطية حيث تطرق في قصائدهِ إلى المفردة الفصيحة أو المفهمومة إلى كل من يتكلم اللغة العربية في مختلف أرجاء الوطن العربي كما كتب الأهزوجة الشعبية كما كتب في قصائدهِ العديد من المواضيع (الأم، الاب، الغزل، الوجان، العتب، الرثاء، الرجاء) لكنهُ يعتقد أن السبب الرئيسي من قصيدتهِ أن تكون بلسماً لجراحات الشعوب فهو مع الشعوب دائما كما في مقولتهِ التي دائما يرددها: (لو اختفى الحكام لعاش الشعوب بأمان وطمأنينة).

## الإنتاج الشعري
له عدة قصائد منها:
- الشامت[3]
- بنات البصرة
- ماطاح الجمل
- الريم
- الهنوف
- جواهر[4]
- العنود
- شلال السوالف
- انتهينا
- أم شامة
- القصيرة
- أم غمازة
- لا تتعجب
- نسيناهم
- مشتاقلكم